# في قلب مصر
في قلب مصر: أرض الفراعنة على شفا الثورة (Inside Egypt: The land of the Pharaohs on the brink of a revolution) كتاب للمراسل الصحفي البريطاني جون آر برادلي John R. Bradley الذي أقام في منطقة الشرق الأوسط في الفترة ما بين عامي 1998 و2010 ويتحدث العربية بطلاقة، وألف أربعة كتب تتناول الوضع في المنطقة. صدر الكتاب عام 2008 عن دار نشر بالغريف ماكميلان في الولايات المتحدة الأمريكية في 220 صفحة، وصدرت النسخة العربية في 2012 عن مؤسسة هنداوي للتعليم والثقافة في 218 صفحة، ترجمة شيماء عبد الحكيم طه وكوثر محمود محمد ومراجعة محمد إبراهيم الجندي.
رسم برادلي صورة لثورة سوف تحدث في الشارع المصري تشبه تماماً ما حدث في 25 يناير 2011  وهذا ما جعله يلقى رواجًا واسعًا بعد ذلك. في البداية تم منع نشر هذا الكتاب في مصر قبل الثورة، وهو الأمر الذي تعرض لانتقادات كبيرة في الأوساط العالمية، ووسائط الإعلام الدولية، وبعد حدوث ثورة 25 يناير، أصبح الكتاب من المراجع الرئيسية للراغبين في معرفة الأسباب الحقيقية وراء الثورة في مصر.

في قلب مصر (جون آر برادلي) 2008

## محتوى الكتاب
- إهداء 
- مقدمة الطبعة العربية 
- ثورة باءت بالفشل 
- الإخوان
- الصوفيون والمسيحيون 
- البدو 
- التعذيب 
- الفساد 
- الكرامة المُهدَرة 
- مصر بعد مبارك 
- خاتمة 
- ملحوظة عن مَراجع الكتاب.   

## مقدمة الطبعة العربية
كتب برادلي في مقدمة الطبعة العربية: «عندما اندلعت الثورة المصرية في يناير عام 2011- بعد عامين من ظهور هذا الكتاب لأول مرة بالإنجليزية وبالعنوان الفرعي» أرض الفراعنة على شفا الثورة«- ربما كنت الأقل اندهاشًا بين المراقبين الغربيين لدولة اعتبرتها وطنًا لي ما يقرب من عقد كامل. وبالطبع لم يندهش المفكرون والنشطاء الحقوقيون والسياسيون وعامة المصريين الذين تحدثت معهم في السنوات التي سبقت الثورة والذين عبَّرتُ عن مشاعر الضيم والإحباط والأمل (ربما بقدر أقل) لديهم في هذه الصفحات. أدركَت جموع المصريين الذين خرجوا إلى الشوارع منذ وقت طويل - مثلي - أن أكثر دول العالم العربي تعدادًا للسكان، والحليف الأهم لواشنطن في المنطقة، على وشك الانفجار»، ويتابع الكاتب قائلاً: «أظهرت استطلاعات الرأي التي أُجريت منذ قيام الثورة أن التلهف لتطبيق الديمقراطية وإجراء الانتخابات على المنوال الغربي يأتي في آخر أولويات من خرجوا إلى الشوارع أثناء الثورة. وكالعادة ذكر نحو عشرين بالمائة أن الدافع الرئيسي وراء الإطاحة بمبارك هو تطبيق الديمقراطية والمشاركة في انتخابات حرة.»

## مقتطفات من الكتاب
تحدث برادلي عن القمع في مصر متمثلاً في القاء القبض على المصريين ببساطة ودون أسباب كافية وكتب: "استطرد الصبي قائلًا إن عباس بعد أن غادر ناداه ضابط شرطة وطلب منه أن يريه بطاقة هويته. وبعد أن ألقى الضابط نظرة سريعة عليها، طلب من عباس أن يصعد إلى ظهر شاحنة الشرطة، ولم يمض وقت طويل قبل أن تمضي به الشاحنة مع عدد من تعساء الحظ الآخرين إلى قسم الشرطة المحلي على الأرجح. حكى الصبي كل ذلك وهو يدخن سيجارة بلا مبالاة وكأن ما حدث أمر طبيعي إلى أقصى حد. 
سألته: «لكن ما الذي اقترفه؟»
فسأل الصبي بدوره مستنكرًا: "ما الذي فعله؟" قال هذا وعيناه تدوران في دهشة وكأنه يقول: أنت لا تحتاج إلى (فعل) شيء في هذا البلد ليأخذك رجال الشرطة."
أضاف برادلي روايات عن حالات مماثلة وسرد قصة الطفل محمد عبد الرحمن (13 سنة) الذي ينتمي لأسرة فقيرة بقرية شها في دلتا النيل: «اشتبهت شرطة مدينة المنصورة المجاورة لقريته في قيامه هو وأخيه بسرقة عبوتين من الشاي. ولما زارته والدته بعدها بثلاثة أيام في قسم شرطة مدينة المنصورة بعد أن علمت أخيرًا بمكانه، ذكرت أن مشهده صعقها، لكنها لم تتفوه بكلمة في قسم الشرطة لتقي أخاه الأكبر التعرض للمزيد من التعذيب»، يواصل برادلي ليروي نهاية قصة الطفل بعد أن اصطحبته والدته إلى بيتها قائلاً: «تقلب الطفل المتأوه لتكشف عن علامة سوداء كبيرة على ظهره وتقول إن هذا الجرح تلوث بعد علاجه، ثم تقترب الكاميرا من العلامة السوداء ثم تنتقل إلى فتحة الصبي الصغير الشرجية التي تبدو منتفخة ومتهدلة، وكأن الفتى تعرض مؤخرًا للاغتصاب، ثم تقلب الأم الصبي مجددًا وتشير إلى المزيد من الحروق على عضوه الذكري وخصيتيه. لم يستعد محمد عبد الرحمن وعيه كاملًا قط منذ ذلك الحين، وبعد بضعة أيام من تسجيل هذا المقطع توفي»، ولخص برادلي حوادث التعذيب وكتب: «أساليب التعذيب الأكثر ذيوعًا كما هو معروف هي الضرب والصعق الكهربي، وتعليق الضحايا من معصمهم وكواحلهم في أوضاع ملتوية فترات طويلة، وتهديدهم بقتلهم أو اغتصابهم أو التعدي عليهم جنسيًّا أو فعل ذلك لأقاربهم. وقد أخبر بعض المعتقلين منظمة العفو الدولية أن زملاءهم في السجن كانوا يتعرضون للتعذيب عندما كانوا هم يستجوبون، وذلك إشارة إلى أن التعذيب كان يجري على مدار أربع وعشرين ساعة.»

## وصلات خارجية
https://www.hindawi.org/books/48680364/ في قلب مصر 
https://www.goodreads.com/book/show/2994443-inside-egypt في قلب مصر